# Micrathyria coropinae
Micrathyria coropinae – gatunek ważki z rodziny ważkowatych (Libellulidae). Występuje na terenie Ameryki Południowej.